# Kapitulationen vid Perevolotjna
Kapitulationen vid Perevolotjna var den karolinska arméns under Adam Ludwig Lewenhaupt kapitulation den 1 juli 1709 (enligt svenska kalendern; 30 juni enligt julianska kalendern och 11 juli enligt gregorianska kalendern). Kapitulationen följde efter slaget vid Poltava tre dagar tidigare.

## Bakgrund
Efter nederlaget vid Poltava var det Karl XII:s avsikt att vid byn Bjeliki, söder om Poltava, föra armén över Vorskla till tatariskt område. Morgonen efter slaget gavs det inga order vid uppbrottet från Novo Sensjary, varvid marschen fortsattes på Vorsklas högra strand. Söder om Bjeliki fanns ett vad över Vorskla vid Kisjenka, men genom misstag av flera officerare passerade man förbi denna plats och ryckte fram till Perevolotnja, en halv mil därifrån.

## Kapitulationen
Vid Perevolotnja fick Karl XII av Adam Ludwig Lewenhaupt och andra av det högre befälen chansen att med en eskort gå över Dnepr för att ila i förväg till osmanskt område; kungens motiv att gå över där ska bland annat varit att han fort ville komma till Polen. Lewenhaupt skulle enligt Karl XII:s önskan medföljt över Dnepr, men fick på sin egen begäran stanna kvar och föra befälet över armén. Han fick order att föra armén över Vorskla in på tatariskt område och lovade att det skulle ske. På morgonen 1 juli anlände furst Mensjikov med en rysk styrka på mindre än 9 000 man, huvudsakligen kavalleri. Lewenhaupt ville dock inte ta strid mot ryssarna, utan efter överläggningar och omröstningar med de högre officerarna kapitulerade den svenska armén. Det har betecknats som stormaktstidens enda MBL-förhandling.

### Regementen som föll i fångenskap
- Björneborgs läns infanteriregemente
- Dalregementet [3]
- Hälsinge regemente [4]
- Kronobergs regemente [5]
- Livdragonregementet [6]
- Livgardet till fot [7]
- Nylands infanteriregemente [8]
- Nylands och Tavastehus läns kavalleriregemente [9]
- Närke-Värmlands regemente [9]
- Skaraborgs regemente [10]
- Skånska ståndsdragonerna [11]
- Smålands husarregemente [12]
- Södermanlands regemente [13]
- Upplands ståndsdragonregemente [14]
- Västerbottens regemente [15]
- Västmanlands regemente [16]
- Åbo och Björneborgs läns kavalleriregemente [17]
- Åbo läns infanteriregemente [17]
- Österbottens infanteriregemente [18]

## Påverkan på kriget
Kapitulationen var en bidragande faktor till Rysslands seger i kriget. Adam Ludvig Lewenhaupt fängslades och dog i rysk fångenskap 1719. Karl XII gjorde inget för att försöka få honom frisläppt och flydde själv till Bender i dåvarande Osmanska riket.